# Messina–Siracusa-vasútvonal
A Messina–Siracusa-vasútvonal egy normál nyomtávolságú, részben egyvágányú, 3 kV egyenárammal villamosított vasútvonal Olaszországban, Szicíliában, Messina és Siracusa között.

## A vonal története
A Messina és Siracusa közötti vasútvonalat több részletben nyitották meg. A Messina kikötőváros és a mai turisztikai metropolisz, Taormina közötti forgalmat 1866. december 12-én nyitották meg, az állomás Taormina és Giardini-Naxos között helyezkedett el. A Catania nagyvárosig tartó második szakasz 1867. január 3-án következett. A továbbépítés Siracusa felé nem haladt ilyen gyorsan: Lentini állomást csak két és fél évvel később, 1869. július 1-jén érték el, és csak 1871. január 19-én nyitották meg a vasúti forgalmat a teljes vonalon. A második világháború után a vonalat villamosították és részben kétvágányúvá építették át.
A regionális vonatok mellett, amelyek egy része mozdonyvontatású, más része háromkocsis motorvonatként közlekedik, az Észak-Olaszországba, pl. Milánóba vagy Velencébe tartó távolsági vonatok is Sirakusából indulnak. Mivel a vonatok Messina és Villa San Giovanni között vasúti komp használatával közlekednek, a menetidő meghaladja a húsz órát.
Messina Centrale és Giampilieri között 2009-ben kísérleti jelleggel Metroferrovia di Messina néven további S-Bahn-szerű vonatjáratot vezettek be. A következő években a szolgáltatás pénzügyi problémák miatt átmenetileg ismét megszűnt, és egyes esetekben csökkentett létszámmal közlekedett. Különösen a belvárosi tömegközlekedési rendszerrel való tarifaintegráció hiánya miatt maradt el a megfelelő kereslet. 2019 márciusában már csak hét vonatpár közlekedett rendszertelenül.

## Képgaléria

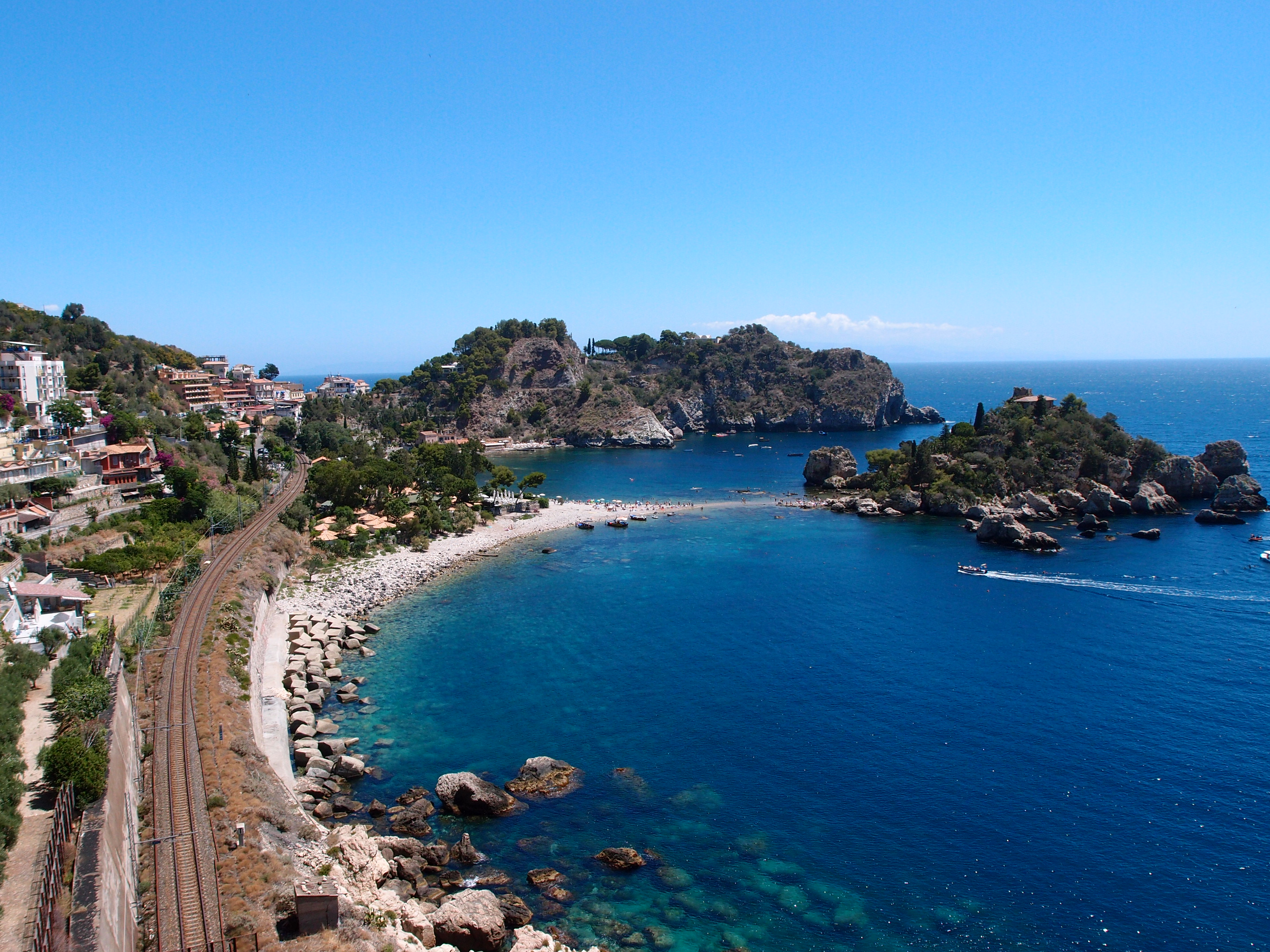
A vasútvonal útvonala a taorminai Isola Bellánál
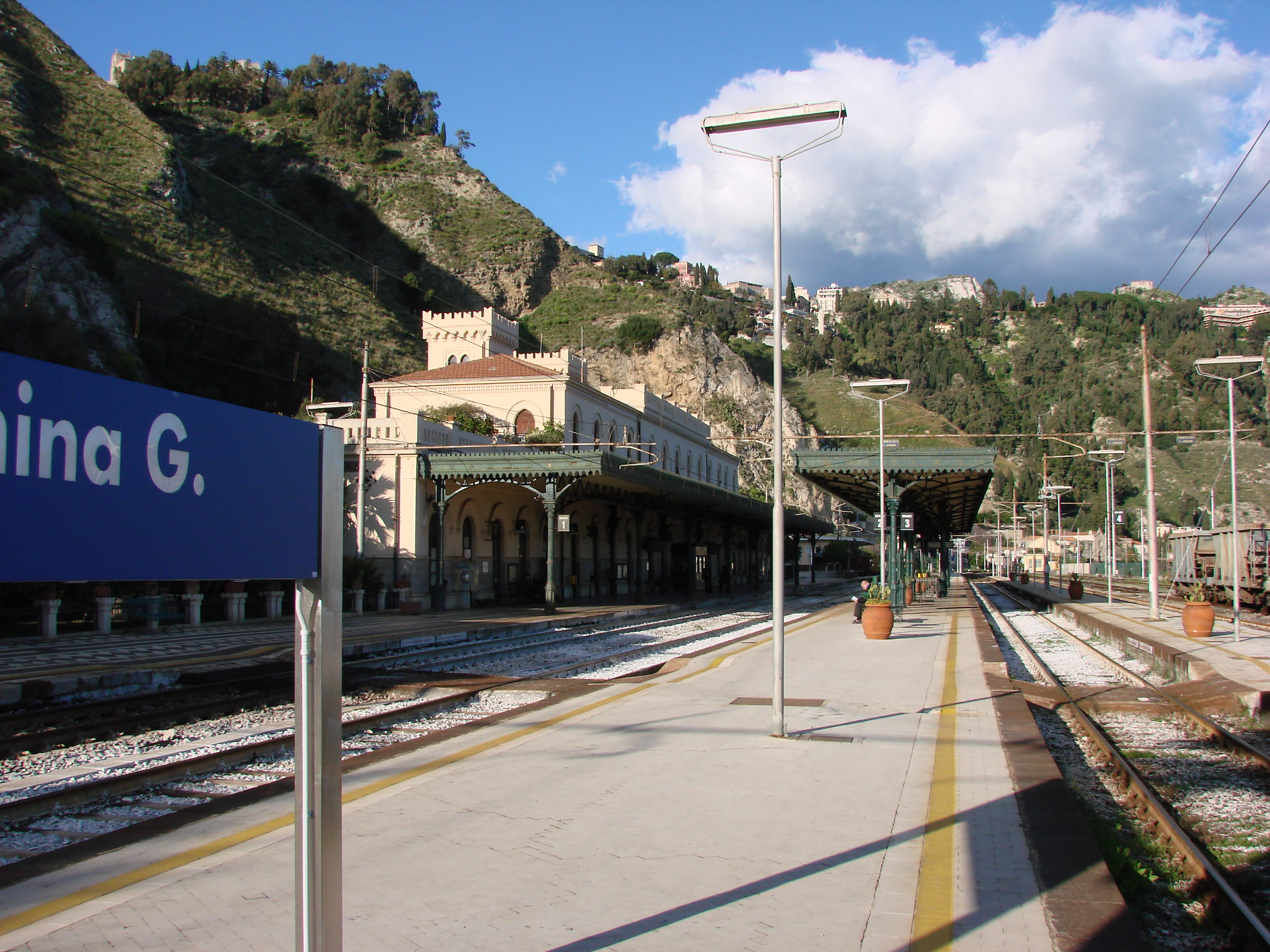
Taormina-Giardini állomás
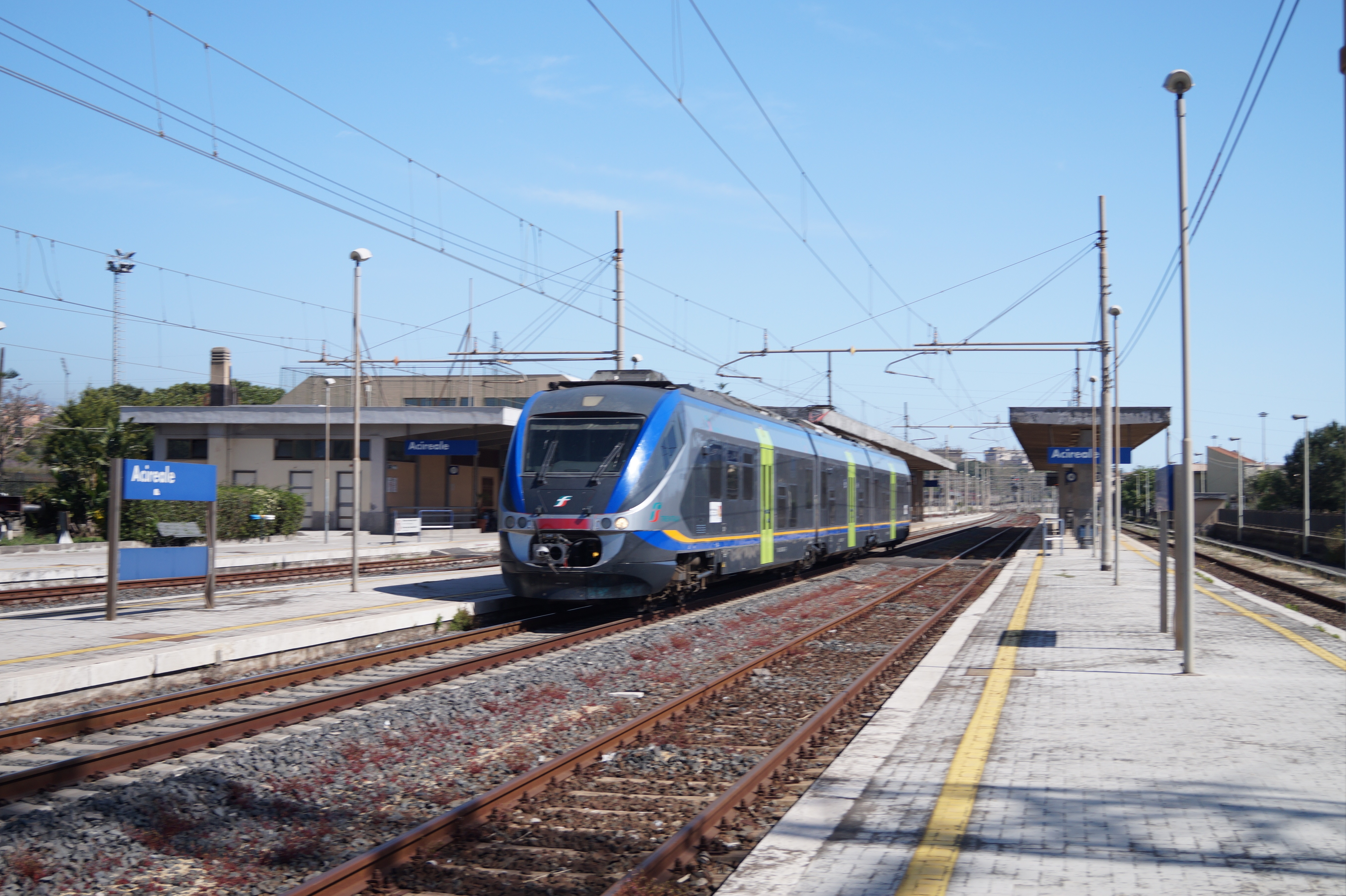
Stazione di Acireale
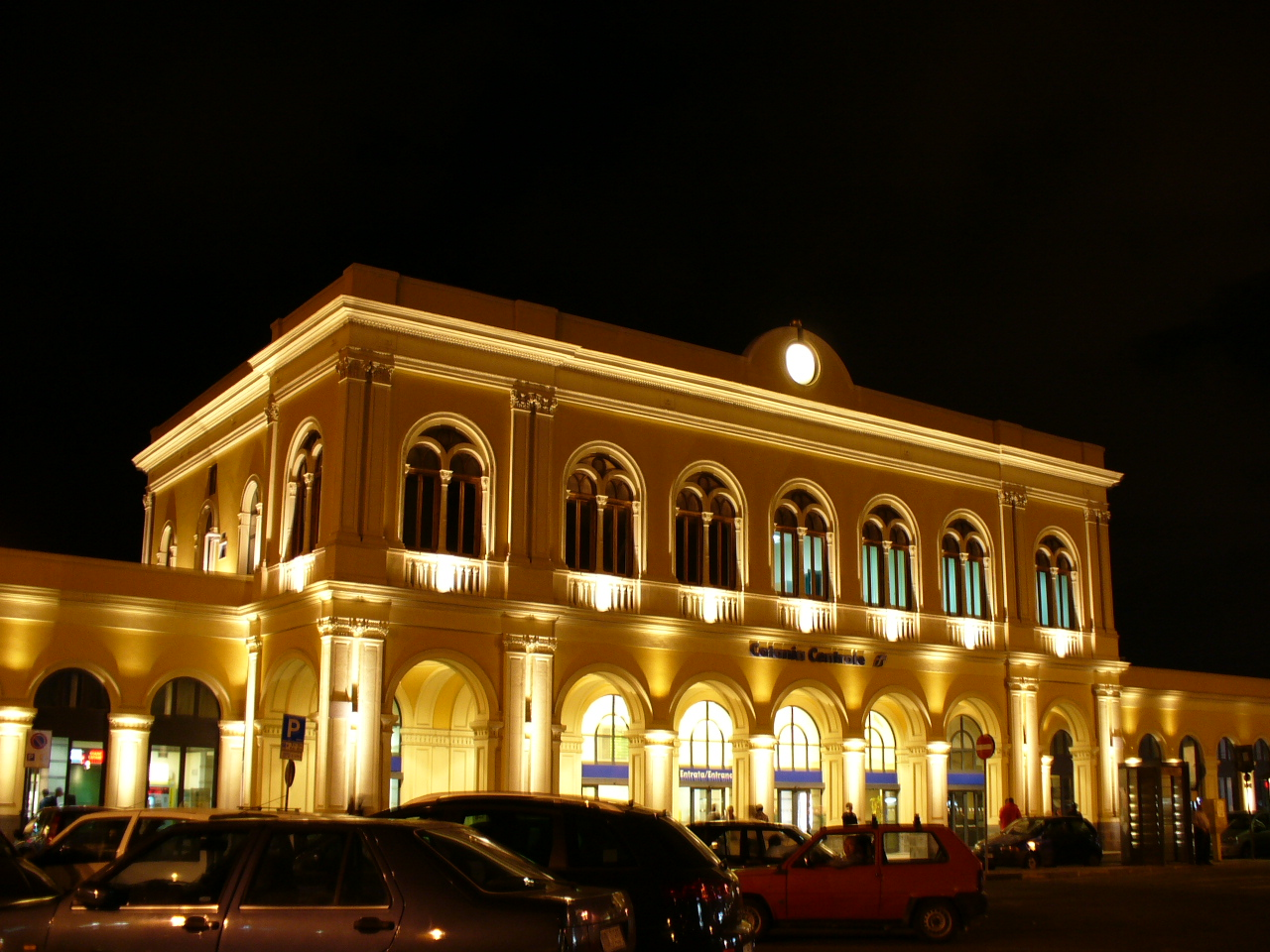
Catania Centrale vasútállomás
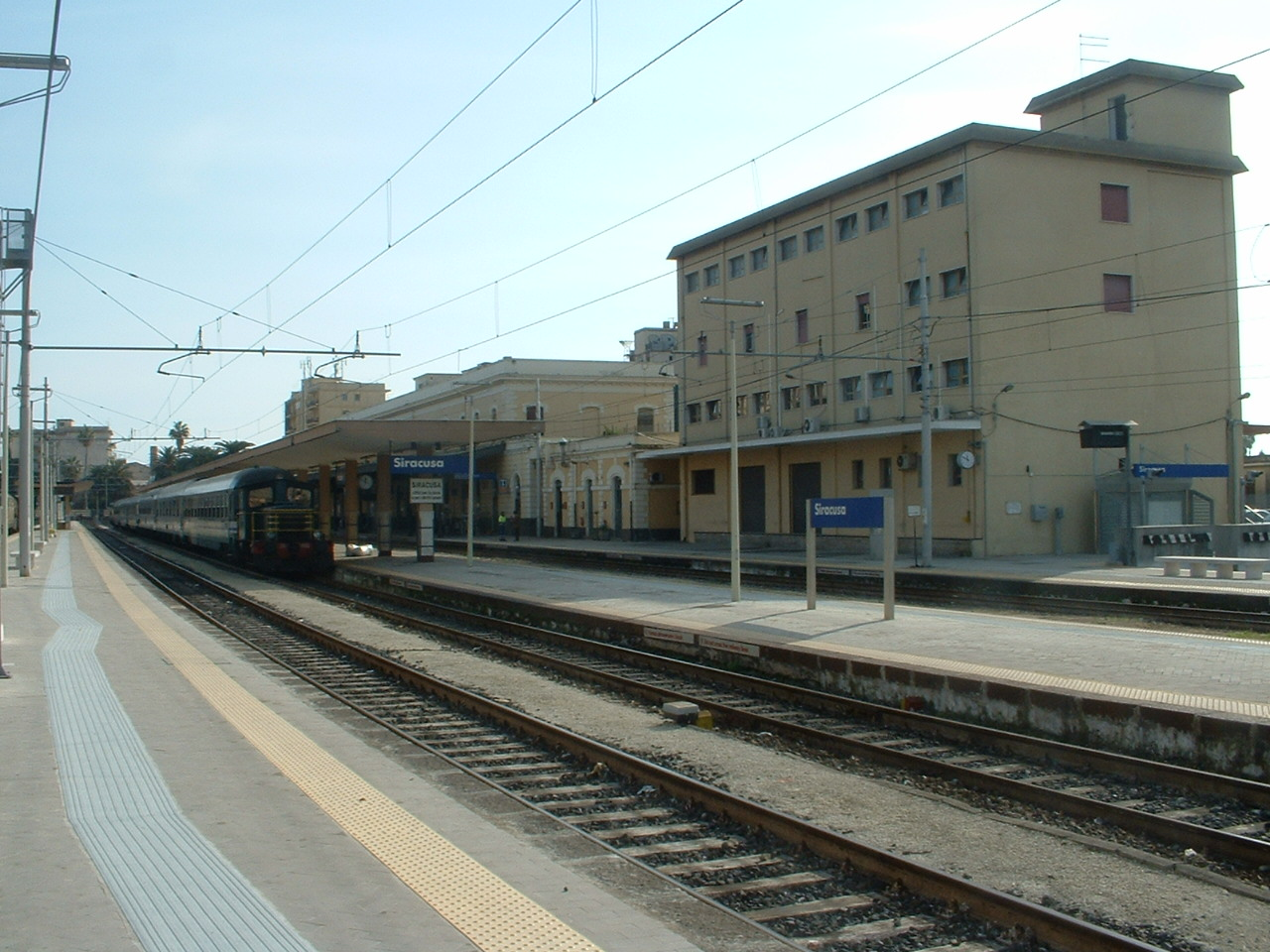
A déli végállomás: Stazione di Siracusa